# 世界演劇の日
世界演劇の日（せかいえんげきのひ、World Theatre Day）は、毎年3月27日に関連したイベントが行われる、ユネスコの外郭団体である国際演劇協会(ITI)によって制定された記念日である。

## 概要
1961年6月、ウィーンで行われた第9回ITI世界会議にて、国際演劇協会(ITI)フィンランド支部代表者であったアルヴィ・キヴィマー(Arvi Kivimaa)の提案で「世界演劇の日」の制定が決まった。翌1962年にパリで開幕したシアター・オブ・ネイションズ（諸国民演劇祭）の初日であった3月27日に第一回行事が行われた。以降、毎年3月27日に関連行事が行われている。行事の中心は世界の演劇人に向けたメッセージの発表で、ITIの招聘を受け、著名な演劇人が演劇や平和の文化をテーマとする文章を発表する。最初の年であった1962年にはフランスの詩人、ジャン・コクトーがメッセージを書いており、以降は劇作家のアーサー・ミラー(1963)、俳優のジャン＝ルイ・バロー(1964)とローレンス・オリヴィエ(1964)、ベルリナー・アンサンブルの創立者であるヘレーネ・ヴァイゲル(1967)、演出家のピーター・ブルック(1969、1988)、映画監督のルキノ・ヴィスコンティ(1973)、劇作家のウジェーヌ・イヨネスコ(1976)、俳優のジュディ・デンチ(2010)などがメッセージを発表している。